# Браян Клей
Браян Клей  (англ. Bryan Clay, 3 січня 1980) — американський легкоатлет, олімпійський чемпіон.

## Виступи на Олімпіадах
| Олімпіада  | Дисципліна    | Місце |
| ---------- | ------------- | ----- |
| Афіни 2004 | десятиборство | 2     |
| Пекін 2008 | десятиборство | 1     |